# 馬瑟 (加利福尼亞州沙加緬度縣)
馬瑟（英語：Mather）是位於美國加利福尼亞州薩克拉門托縣的一個人口普查指定地區。

## 地理
馬瑟的座標為38°31′54″N 121°17′02″W / 38.53167°N 121.28389°W，而該地最高點為海拔高度33米（即108英尺）。

## 人口
根據2010年美國人口普查的數據，馬瑟的面積為25.967平方千米，當中陸地面積為25.902平方千米，而水域面積為0.065平方千米。當地共有人口4451人，而人口密度為每平方千米171人。